# Peter Schjeldahl
Peter Schjeldahl, född 20 mars 1942 i Fargo, North Dakota, död 21 oktober 2022 i Bovina, Delaware County, New York, var en amerikansk konstkritiker och poet.
Peter Schjeldahl, vars familj har norska rötter, växte upp i småstäder i Minnesota. Han studerade på konstskolan Carleton College i Northfield i Minnesota och universitetet  The New School i New York. Han började sitt yrkesliv som journalist i Minnesota, Iowa och New Jersey. År 1964 vistades han i Paris under ett år, innan han bosatte sig i New York där han arbetade som konstkritiker för ARTnews, The New York Times, The Village Voice (1980–98), och 7 Days (Cooper Union). År 1998 började han på The New Yorker, där han sedermera blev tidskriftens konstkritiker. 
Som poet arbetade Peter Schjeldahl i postmodernistisk tradition. Han behandlade ofta vardagliga erfarenheter av familjelivet.  
Peter Schjeldahl bodde och arbetade i slutet av sin levnad i New York. Han var gift med den tidigare skådespelaren Donnie Brooke Alderson.